# Miltochrista multistriata
Miltochrista multistriata är en fjärilsart som beskrevs av George Francis Hampson 1894. Miltochrista multistriata ingår i släktet Miltochrista och familjen björnspinnare. Inga underarter finns listade i Catalogue of Life.